# Ким Ир Сен
Ким Ир Сен (на корейски: 김일성, произношение „Ким Ил Сон“) е севернокорейски политик, управлявал Северна Корея от 1948 г. до смъртта си. Той е известен с крайния култ към личността му. В Северна Корея официално е наричан Великият вожд, вписан е в конституцията като „вечен президент“ и e споменат в преамбюла й 16 пъти.. Рожденият му ден е официален празник в Северна Корея.

## Детство и ранни години
Ким Ир Сен е роден през 1912 г. в град Намри, сега квартал на Пхенян. Малко се знае за неговото детство поради силното обожествяване на личността му. Не са известни дори родителите на Ким. Известно е обаче, че семейството му не е било нито много бедно, нито богато. Знае се също, че родителите му и някои от предците му са били протестанти. Баща му умира през 1926 г., когато Ким е на 14 г.
Тогава той постъпва в гимназията Юлин, където изоставя традиционните корейски идеи и методи на възпитание и започва да изучава теориите на комунизма. Така, когато става на 17 г., Ким Ир Сен постъпва в тайна нелегална марксистка организация, но само 3 седмици след основаването ѝ тя е разкрита от японците (тогава окупирали Корейския полуостров) и е арестуван за няколко месеца. По-късно той става член на различни марксистки и комунистически организации. През 1930-те е офицер в партизанското движение Североизточна обединена антияпонска армия, сражаваща се срещу японците в населяваните с корейци райони на Манджурия.

## Корейската война
Ким Ир Сен е основател на Корейската народна армия. Тя произлиза от т.нар. Корейска доброволческа армия, като включва и корейци, сражавали се на страната на СССР през Втората световна война. С помощта на съветски инструктори войниците на вече оформящата се Корейска народно-демократична република стават майстори на партизанската война, тихото промъкване на вражеска територия и мощните дълбоки пробиви.
През 1948 г. става ясно, че заради идеологичните различия между Северна и Южна Корея незабавното обединение е невъзможно. Така СССР назначава за премиер на Севера Ким и започва да снабдява с тежки танкове, камиони, огнестрелни оръжия и самолети Корейската народна армия.
С подкрепата на Сталин Северна Корея напада Южна Корея през 1950 г. ООН и САЩ се включват на страната на Юга. След няколко сражения севернокорейските войски започват да отстъпват заради неголемия си брой (ок. 250 000) в сравнение с тези на Южна Корея (ок. 500 000 души) и нейните съюзници (ок. 600 000 души). След това на страната на КНДР се включват 8 китайски дивизии и армиите на ООН, САЩ и Южна Корея са отблъснати.
Така Корейският полуостров остава разделен до днес. Образувана е т.нар. демилитаризирана зона – ивица, широка около 2 километра, която служи като де факто държавна граница между 2-те страни и е най-охраняваната граница в света.

## Следвоенен период
След края на Корейската война през 1953 г. Ким Ир Сен се заема с укрепване на управлението си и възстановяване на страната от войната. Към 1958 г. е проведена чистка в партията и започва активна борба с мудната бюрократична обществено-политическа система. Първият 5-годишен план цели въвеждане на съветски икономически модел. Земеделието е колективизирано, а тежката индустрия е в разцвета си, като най-развит и до днес е оръжейният сектор. Това позволява на Северна Корея да започне поетапно увеличаване на армията си. Набляга се и на машиностроенето и химическата промишленост. Моделът на управление на Ким започва да наподобява този в Китай на Мао.
След смъртта на Сталин през 1953 г. Ким отрича процеса на десталинизация, което влошава в известна степен връзките със СССР. Марксистко-ленинистката теория е отхвърлена в Северна Корея, и през 1963 г. започва прокарване на идеите чучхе, които стават официална идеология едва през 1972 г. По време на Културната революция и Съветско-китайския разкол КНДР минава на страната на Китай, но запазва добрите си отношения със СССР. По подобие на Големия скок в Китай, Ким Ир Сен организира масова кампания – т.нар. движение „Чхолима“. Докато в Китай обаче масовата кампания се проваля и довежда до смъртта на милиони хора, в КНДР до голяма степен целите на движението са постигнати.
През 1960-те години Ким Ир Сен се впечатлява от начина, по който Хо Ши Мин обединява Виетнам чрез партизанска война и преценява, че нещо подобно е възможно и в Корея. Севернокорейски войници правят опити за щурмуване на президентското седалище на Южна Корея, но те са неуспешни. След този провал започват по-агресивни атаки от страна на Севера, като много американски войници са нападнати и избити в пограничните райони между двете страни, а американският кораб Пуебло е даже пленен, а екипажът му арестуван.
Остарявайки, Ким Ир Сен развива калциноза (калциево образувание) на врата си. Това заболяване обикновено се появява вследствие на недохранване в детството. Образуванието е било невъзможно да се премахне, тъй като се е намирало прекалено близо до гръбначния стълб и мозъка. След време то нараства до размера на голям човешки юмрук и става все по-трудно за прикриване от севернокорейските фотографи.
Въпреки големия растеж от 1960-те години Северна Корея започва да изостава в икономически план в края на 1970-те години заради въвеждането на идеите чучхе, според които почти всичката търговия с външния свят трябва да бъде прекратена, за да може да се постигне основната цел на новата идеология – промишлена и селскостопанска самодостатъчност. Реформите в Китай от епохата на Дън Сяопин, заради които и до днес Китай се радва на огромен икономически растеж, по онова време означават намаляване на китайския интерес към сравнително изостаналата севернокорейска икономика.
След разпада на СССР и Източния блок КНДР попада в сериозна изолация и настъпва тежка икономическа криза. В началото на 1994 г. Ким вижда ядрената енергия като начин за избягване на нарастващия енергиен недостиг и нарежда да бъде създадена програма за обогатяване на уран и евентуален строеж на нови АЕЦ. Изненадващо при посещението на бившия президент Джими Картър в КНДР Ким се съгласява да спрат работите по реактора в Йонбьон и да започне нормализиране на отношенията със Запада.
Ким умира от инфаркт на 8 юли 1994 г. Тялото му и до днес е запазено в мавзолей – Кумсусански мемориален дворец. След смъртта му водач на Северна Корея става неговият син Ким Чен Ир (1942 – 2011).

## Култ към личността
Ким Ир Сен е обект на масов култ към личността. Ким е възприеман като водач със свръхестествени способности, подобен на божество. Корените на този вид култ се развиват по време на японската окупация. Японците са гледали на своя император като на бог и са се стремели да налагат това свое виждане и на завладените от тях народи. Традиционно силните патриархални чувства у корейците също спомагат за този култ – Ким Ир Сен много често е наричан „баща на народа“.
В КНДР има близо 800 статуи на Ким Ир Сен. На негово име са наречени стотици сгради. Само в Пхенян името Ким Ир Сен носят най-големият университет, вторият по големина стадион, най-големият площад, най-дългият булевард, електроцентралата и някои гимназии. На всеки планински връх в страната има негов портрет. Плакати с неговия образ има навсякъде в градския транспорт, летищата, както и на граничните пунктове при руската, китайската и южнокорейската граници. В негова чест е издигната и Кулата Чучхе – 170-метров монумент, който се състои от 25 550 гранитни блока (70 х 365 = 25 550 – това е броят на дните от живота на Ким, като се изключват тези, добавени при високосни години). След смъртта на Ким Ир Сен стандартният Грегориански календар е заменен с нов, чието начало е рождената му дата.

## Постижения
По време на управлението на Ким Ир Сен КНДР отбелязва значителен индустриален напредък. Построени са железници, свързващи почти всички градове в страната, както и асфалтови пътища. Напълно разрушеният от Корейската война Пхенян е бил построен наново, с модерни за времето си сгради в социалистически стил, както и много други градове.
Развиват се енергетиката, фармацевтичната промишленост, оръжейната промишленост, машиностроенето. До края на 1970-те години Северна Корея е по-развита в икономическо и технологично отношение от южната си съседка, като този факт се дължи на следните обстоятелства: 1. По време на японското управление на Корейския полуостров тежката промишленост е била изграждана в богатата на полезни изкопаеми северна част на поулострова, докато в южната е имало плодородни земи, заради което там се създава лека промишленост., 2. Северната, за разлика от южната корейска държава, получава безвъзмездна съветска и китайска помощ., 3. Южна Корея преживява и политическа нестабилност - безкръвна революция, военен преврат, вътрешнополитически сблъсъци и убийство на държавния глава. Напредък е отбелязан и в сферата на ядрената енергия с построяването на научен институт в Йонбьон. След разпада на СССР обаче Северна Корея претърпява финансов крах и голяма част от индустриалните съоръжения са занемарени поради липсата на средства за поддръжка.